# Endophallus yunnanensis
Endophallus yunnanensis är en svampart som beskrevs av M. Zang & R.H. Petersen 1989. Endophallus yunnanensis ingår i släktet Endophallus och familjen stinksvampar.   Inga underarter finns listade i Catalogue of Life.